# Somogytúr
Somogytúr là một thị trấn thuộc hạt Somogy, Hungary. Thị trấn này có diện tích 35,3 km², dân số năm 2010 là 443 người, mật độ 13 người/km².